# 島津忠辰
島津忠辰（1565年—1593年9月22日），日本戰國時代至安土桃山時代的武將。薩摩國島津氏分家薩州家第7代（最後一代）當主。父親是島津義虎。

## 生平
在永祿8年（1565年）出生。在豐臣秀吉的九州平定中，守備肥後國方面八代南方的高田（現今肥後高田車站附近），不過因為肥前國島原的有馬晴信的背叛，於是撤退到本領出水（島津氏的史料中則是記載「忠辰擅自投向秀吉，為秀吉軍引路」（忠辰が勝手に秀吉に寝返ったばかりか、秀吉軍の道案内までした）並強烈責難。不過這段事件在同時代的史料中沒有記載，而且因為是後世所寫的史料，可信性相當低）。天正15年（1587年）4月，向秀吉降伏並保持本領。
文祿2年（1593年），在文祿慶長之役時，屬於島津義弘隊並出兵，不過向秀吉提出要與義弘分開布陣，遭秀吉拒絕。雖然與義弘一同渡過玄界灘，不過稱病而沒有登陸，而秀吉被這個行動激怒。同年5月1日，被肥後宇土城城主小西行長軟禁和改易（領地被分與細川幽齋和石田三成）。在不久後，於朝鮮加德島的小西陣中病死。享年28歲。

## 外部連結
- 武家家伝＿島津氏 （页面存档备份，存于）